# Hadena albipuncta
Hadena albipuncta là một loài bướm đêm trong họ Noctuidae.